# Nicolas Chauvin
Nicolas Chauvin je bil po izročilu mlad zanesenjaški vojak v Napoleonovi vojski, čigar izpeljanka imena danes označuje prepričanje o več vrednosti nekoga ali nečesa – šovinizem.
Zgodovinarji niso našli nobenega dokaza o njegovem obstoju, zato je verjetno, da je izmišljen.
Zgodba pravi, da se je Nicolas Chauvin kot mladenič pridružil Napoleonovi vojski. Bil je zanesenjak, čigar goreča ljubezen, pripadnost in domoljubje se niso zmanjšali niti po tem, ko je bil večkrat ranjen. Napoleon ga je odlikoval s »častno sabljo«. Ko je njegov slepi nacionalizem prišel iz mode, je Chauvin postal tarča posmeha v francoskih gledališčih. Šovinizem še zdaj označuje značaj ljudi, ki so pretirano prepričano o večvrednosti njih države ali stvari, za katero se zavzemajo in jo zagovarjajo.
Danes je najbolj širše poznan moški šovinizem, ki je usmerjen proti ženskam.